# ドゥビドゥWhat?
『ドゥビドゥWhat?』（-ワッツ）は、日本の音楽グループスチャダラパーの8枚目のシングルである。1995年2月1日発売。発売元はEMIミュージック・ジャパン。

## 概要
- 移籍第1弾シングル

## 収録曲
1. ドゥビドゥWhat?(4:43)
2. ULTIMATE BREAKFAST & BEATS(4:59)
3. ドゥビドゥWhat? (カラオケ)(4:43)

作詞・作曲：スチャダラパー

## 収録アルバム

### ドゥビドゥWhat?
- オリジナル『5th WHEEL 2 the COACH』（1995年4月26日）
- オムニバス『J-ラップ KARAOKE スーパー・ヒッツ』（1995年10月25日）
- オムニバス『J-NOW』（1995年11月8日）
- ベスト『東芝クラシックス』（1998年3月25日）
- オムニバス 『（と）1990』（1999年9月22日）
- オムニバス『20世紀ベスト ポップ&ロック・ヒストリー 東芝EMI編2』（1999年11月3日）
- ベスト『THE BEST OF スチャダラパー1990～2010 』（2010年2月24日）

### ULTIMATE BREAKFAST & BEATS
- オリジナル『5th WHEEL 2 the COACH』（1995年4月26日）